# Buk (Dobra)
Buk [buk] (deutsch Böck) ist ein Dorf in der polnischen Woiwodschaft Westpommern. Es gehört zum Kreis Police (Pölitz) und ist ein Teil der Gemeinde Dobra (Daber).

## Geographische Lage
Buk liegt in Vorpommern, 15 Kilometer nordwestlich von Stettin am Südostrand der Ueckermünder Heide (Puszcza Wkrzańska) an der Grenze zur Bundesrepublik Deutschland.

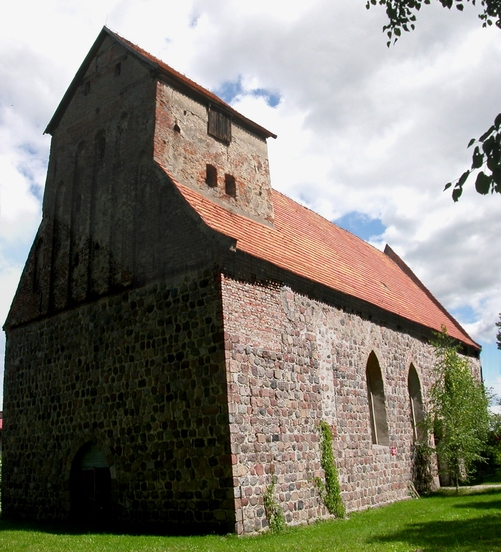
Dorfkirche

## Geschichte
Im Jahre 1286 wird erwähnt, dass Herzog Bogislaw von Pommern der St. Marienkirche in Stettin sechs Hufen im Dorf Böck gab. Um 1775 gab es in dem Kirchdorf zwei herrschaftliche Höfe, eine Windmühle mit dem Wohnhaus des Müllers, eine Schäferei, einen Prediger, einen Küster, sieben Vollbauern, sechs Kossäten, einen Gasthof, den der Dorfschulze betreibt, eine Schmiede, ein Hirtenhaus und insgesamt 31 Haushaltungen. Das Gut Böck befand sich seit 1771 im Besitz von Friedrich Wilhelm Graf von Lepel.
Um 1930 hatte die Gemarkung der Gemeinde Böck eine Fläche von 13 km² und innerhalb der Gemeindegrenzen, wo Böck der einzige Wohnort war, standen 56 Wohngebäude. 1925 wurden in Böck 408 Einwohner gezählt, die auf 87 Haushaltungen verteilt waren. Im Jahr 1939 wurden 451 Einwohner gezählt.
Vor 1945 gehörte Buk innerhalb der preußischen Provinz Pommern zum Landkreis Randow, bis es am 15. Oktober 1939 dem Landkreis Ueckermünde im Regierungsbezirk Stettin angegliedert wurde.
Seit 1945 steht Böck unter dem Namen Buk unter polnischer Administration und ist mit seinen 250 Einwohnern heute Teil der Gmina Dobra im Powiat Policki der Woiwodschaft Westpommern.

## Kirche

### Pfarr-/Dorfkirche
Wie die Nachbarkirche in Daber ist die Böcker Dorfkirche ein Granitquaderbau und stammt aus dem 13. Jahrhundert. Der Turm mit einem Satteldach ist spätmittelalterlich. An der Nordwand des Kirchenschiffs fehlen die Fenster. Den Ostgiebel schmücken sieben ungleich lange Blenden, und die alten gestuften Granitportale sind unverändert geblieben.
Das Innere der Kirche wird vom barocken Kanzelaltar beherrscht, der mit gewundenen, laubumkränzten Säulen mit reichen Kapitälen und Gesimsen, mit Posaunenengeln besetzt, geschmückt ist. Zu beiden Seiten der Kanzel befindet sich je ein Putto sowie zwei Heiligengestalten. Auf den Rückseiten der Flügel des linken Engels nennt sich der Meister mit dem Entstehungsjahr 1711: Erich Löffler aus Stettin, bekannt als der Meister des Altars in der Stettiner Jakobikirche. 1850 erhielt die Kirche ein Gemälde „Die Marter des hl. Petrus“ aus dem 15. Jahrhundert als Schenkung, das aus dem Rheinland stammen soll.
Bis 1945 war das Böcker Gotteshaus seit der Reformation evangelische Pfarrkirche. Dann wurde sie zugunsten der Katholischen Kirche in Polen enteignet.

### Pfarr-/Kirchengemeinde
Die vor 1945 in Böck anwesende Bevölkerung war überwiegend evangelischer Konfession. Im Jahr 1925 wurden in Böck außer den Protestanten acht Katholiken und ein Jude gezählt. Das Dorf war Pfarrsitz des evangelischen Kirchspiels Böck, zu dem auch die Dörfer Alt Lienken (polnisch: Linki, heute nicht mehr existent), Laack (Łęgi), Nassenheide (Rzędziny), Sonnenwald (Zalesie) sowie eine Predigtstelle in Aalgraben (Węgornik) gehörten, außerdem die Filialgemeinde Daber (Dobra). 1555 Gemeindeglieder gehörten 1940 zum Kirchspiel Böck, davon allein 955 zur Kirchengemeinde Böck, deren Kirchenpatronat die Rittergutsbesitzerfamilie Pritzel wahrnahm.
Das Kirchspiel Böck lag im Kirchenkreis Pasewalk in der Kirchenprovinz Pommern der Kirche der Altpreußischen Union. Seit 1945 werden die evangelischen Kirchenglieder des Dorfes vom Pfarramt der St. Trinitatiskirche, Stettin, in der Diözese Breslau der Evangelisch-Augsburgischen Kirche in Polen betreut.
Seit 1945 ist die Bevölkerung von Buk fast ausnahmslos katholisch. Buk ist heute – wie auch Rędziny (Nassenheide) und Stolec (Stolzenburg) – Filialkirche in der Pfarrei (Parafia) Dobra und gehört zum Dekanat Szczecin-Pogodno im Erzbistum Stettin-Cammin.

### Pfarrer 1535–1945
Als evangelische Geistliche amtierten von der Reformation bis zum Ende des Zweiten Weltkrieges in Böck:
1. Joachim Liebenberg, 1589/1634
2. Christoph Bergmann
3. Nikolaus Winsheim
4. Kaspar Stiger, 1650
5. Friedrich Rautenberg, bis 1707
6. Martin Lamprecht, 1709–1725
7. Johann Georg Balduaff, 1725–1775
8. Otto Daniel Behrens, 1776–1808
9. Johann Friedrich Martin Clasen, 1810–1848
10. Karl Alexander Tannenbaum, 1848–1885
11. Louis Karl Wilhelm Fickert, 1885–1889
12. Paul Gotthilf Rabe, 1889–1894
13. Heinrich Eduard Jakobs, 1895–1909
14. Paul Friede, 1909–1935
15. Otto Ebert, 1935–1945

## Grenzgemeinde
Seit 1996 gibt es zwischen Buk und dem deutschen Blankensee eine Grenzübergangsstelle, die bis Sommer 2014 nur Fußgängern und Radfahrern vorbehalten war. Seitdem wurde der Grenzübergang ausgebaut und ist nun auch für Autos nutzbar. In Blankensee besteht direkt Anschluss an den Oder-Neiße-Radweg.

## Verkehr
Zu erreichen ist der Ort von Lubieszyn (Neu Linken) an der Landesstraße 10 (ehemalige deutsche Reichsstraße 104) aus, von wo eine Nebenstraße in nördlicher Richtung nach sechs Kilometern Buk erreicht. Über Dobra ist in etwa mehr als 20 Kilometern die Stadt Stettin zu erreichen. Bis 1945 war Böck Haltepunkt an der Strecke Stöven (Stobno) – Neuwarp (Nowe Warpno) der Randower Bahn.